# Municipio de Santiago Yaveo
El municipio de Santiago Yaveo (Yaveo en zapoteco: cerro de gallo) es un municipio de 7,593 habitantes situado en el Distrito de Choapan en el estado de Oaxaca, México.
Limita al norte con San Juan Lalana, Estado de Veracruz y Santiago Choápam; al sur con San Juan Cotzocón; al oeste con San Juan Cotzocón; al este con Santiago Choápam.

## Demografía
El municipio está habitado por 7,593 personas; de estas, el 27.2% habla una lengua indígena, siendo las principales el zapoteco (1,131 habitantes), mixe (353 habitantes), mazateco (270 habitantes) y chinanteco (215 habitantes).
En 2015, 47.3% de la población se encontraba en situación de pobreza moderada y 24.8% en situación de pobreza extrema.

## Economía
Las actividades económicas más importantes del municipio son la agricultura (siembra de maíz y frijol), ganadería y comercio al por menor.

## Hidrografía
Los ríos Tabla y Chisme cruzan el municipio. El río Puxmecatán sirve de división entre Santiago Yaveo y San Juan Cotzocón.